# Reducción de la jornada laboral de España de 2025
La reducción de la jornada laboral de 2025 es el proceso que lleva a cabo el Gobierno de España a inicios de la década de los 2020 para reducir la jornada de trabajo en España. La intención del Tercer Gobierno de Pedro Sánchez, a través del Ministerio de Trabajo, es reducir la jornada semanal desde las 40 horas hasta las 37,5 horas, mediante una reforma legislativa del Estatuto de los Trabajadores. Se pretende que los trabajadores con jornada máxima pasen de trabajar unas 1820 horas al año a hacer unas 1712 horas, con el mismo salario, lo que se traduce en un mayor número de días libres al año o en pasar de trabajar 8 horas a hacerlo 7:30 al día.
La reforma del Estatuto de los Trabajadores se materializará mediante la Ley para la reducción de la duración máxima de la jornada ordinaria de trabajo y la garantía del registro de jornada y el derecho a la desconexión. Este proyecto de ley fue aprobado en el Consejo de Ministros del 6 de mayo de 2025, a esperas de tramitarse en el Congreso de los Diputados, donde se aprobará o se rechazará.

## Descripción
La principal reforma consiste en modificar mediante la Ley para la reducción de la duración máxima de la jornada ordinaria de trabajo y la garantía del registro de jornada y el derecho a la desconexión el artículo 34 del Estatuto de los Trabajadores, que dice lo siguiente: 

Artículo 34. Jornada. 
1. La duración de la jornada de trabajo será la pactada en los convenios colectivos o contratos de trabajo. La duración máxima de la jornada ordinaria de trabajo será de cuarenta horas semanales de trabajo efectivo de promedio en cómputo anual.
Estatuto de los Trabajadores (España)

Tras la reforma planteada la jornada máxima diaria seguirá siendo de 8 horas, la misma que desde 1919.El cambio consiste modificar la jornada semanal. La jornada de trabajo en España se calcula mediante horas trabajadas acumuladas en el año natural. Si se divide ese total de horas entre el número de semanas del año la media semanal no puede superar las 40 horas semanales. La jornada semanal de 40 horas supone trabajar unas 1820 horas al año, según datos del Ministerio de Trabajo. Ante la variabilidad dejada por la ley, según la Sentencia del Tribunal Supremo Nº 582/2016, de 29 de junio, la jornada laboral anual española no puede superar las 1826 horas y 27 minutos. Con la reducción, se pretende trabajar unas 1725 horas aproximadamente. Los datos de horas varían, aunque se estima una reducción de unas 150 horas al año, que se traducirían en mayores días libres al año o en menos minutos de trabajo al día. La principal promotora de la reducción, Sumar, orientó su discurso en favor de la medida en decir que «se trabajaría media hora menos al día», lo cual puede no ser cierto, al mantenerse intacta la jornada diaria máxima de 8 horas. Las empresas pueden optar por alguna de las dos fórmulas, o ambas: menos jornada diaria o más días libres al año manteniendo la jornada de 8 horas.
El ministerio de Trabajo calculaba en 2024 que 12 millones de españoles tenían una jornada laboral de 40 horas semanales. Tan sólo el 17% de los empleados del sector privado ya disfrutaba de una jornada de 37,5 horas semanales o menos. Al cierre de 2023, 3512 convenios colectivos, que afectaron a 10,9 millones de españoles, recogían de media una jornada semanal de 38,3 horas.

### Medidas complementarias a la reducción
De manera complementaria el proyecto de Ley para la reducción de la duración máxima de la jornada ordinaria de trabajo y la garantía del registro de jornada y el derecho a la desconexión incluye:
- Implementación de un registro horario digital fácilmente consultable por la Inspección de Trabajo, para fiscalizar los turnos de trabajo de cada empleado en caso de ser necesario.[11]
- Inclusión del derecho irrenunciable a la desconexión digital, para que ningún trabajador tenga que atender asuntos de su trabajo por vía telemática fuera de su jornada laboral.[11]

## Opinión pública y argumentario

### Ministerio de Trabajo
Los principales argumentos del Ministerio de Trabajo y Economía Social, con la ministra Yolanda Díaz como principal promotora de la medida, es facilitiar la conciliación laboral y familiar, tener más tiempo para el ocio y el descanso, mejorando la salud y la productividad al concentrar el tiempo efectivo de trabajo en menos tiempo: «Habréis oído muchas veces la expresión “No me da la vida”. Está en nuestras manos darle la vuelta. Reducir la jornada laboral es imprescindible para que nos dé la vida. Porque queremos una vida con tiempo».
Díaz señala que «No vivimos para trabajar, trabajamos para vivir, el trabajo es un medio», «lo importante son nuestras vidas y no el tiempo que ocupamos en una actividad profesional», y, de esta manera, la propuesta de reducir la jornada «tiene que ver con vivir mejor, trabajar menos y ser más productivos y eficientes económicamente». El Ministerio destaca que, desde la última reducción de jornada en 1983, la productividad ha aumentado un 53 %, mientras que los salarios solo lo han hecho un 22 %. Esto sugiere que es posible trabajar menos horas sin perder competitividad. La ministra señala que «no se trata de echar horas en el trabajo, se trata de ser eficientes».
El Ministerio espera que la reducción de la jornada laboral facilite la conciliación de la vida laboral y personal, beneficiando especialmente a las mujeres, quienes suelen asumir una mayor carga de trabajo no remunerado como las tareas del hogar o el cuidado de los hijos.
El secretario de Estado de Trabajo, Joaquín Pérez Rey, ha afirmado que «nadie puede comprender que sea imposible reducir dos horas y media la jornada laboral en la era de los algoritmos, la inteligencia artificial y la automatización de tareas». Esta postura refleja la convicción del Gobierno de España de que la transformación digital permite reorganizar el tiempo de trabajo sin comprometer la productividad. Algunas consultoras y expertos en transformación digital sostienen que la automatización y las herramientas de gestión eficientes pueden ayudar a las pymes y autónomos a adaptarse a la reducción de jornada sin sacrificar productividad. Además, considera que esta transformación es una oportunidad para optimizar procesos y fortalecer la competitividad empresarial.

### Sindicatos
Los sindicatos en España, como Comisiones Obreras (CC. OO.) y Unión General de Trabajadores (UGT), han estado luchando por una reducción de la jornada laboral durante años. Argumentan que una jornada laboral más corta permitiría a los trabajadores dedicar más tiempo a sus familias, mejorar su calidad de vida y evitar el estrés relacionado con el trabajo excesivo.
La Unión de Asociaciones de Trabajadores Autónomos y Emprendedores (UATAE) respalda la reducción de jornada como una vía para mejorar la conciliación y aumentar la productividad. Citan ejemplos internacionales como Francia o Bélgica, donde jornadas más cortas han demostrado beneficios sin afectar negativamente la economía.
Este cambio en la legislación laboral no solo cuenta con el apoyo de los sindicatos, sino que también va en la línea de las recomendaciones de la Comisión Europea en materia de equilibrio entre el trabajo y la vida personal.

### Población general

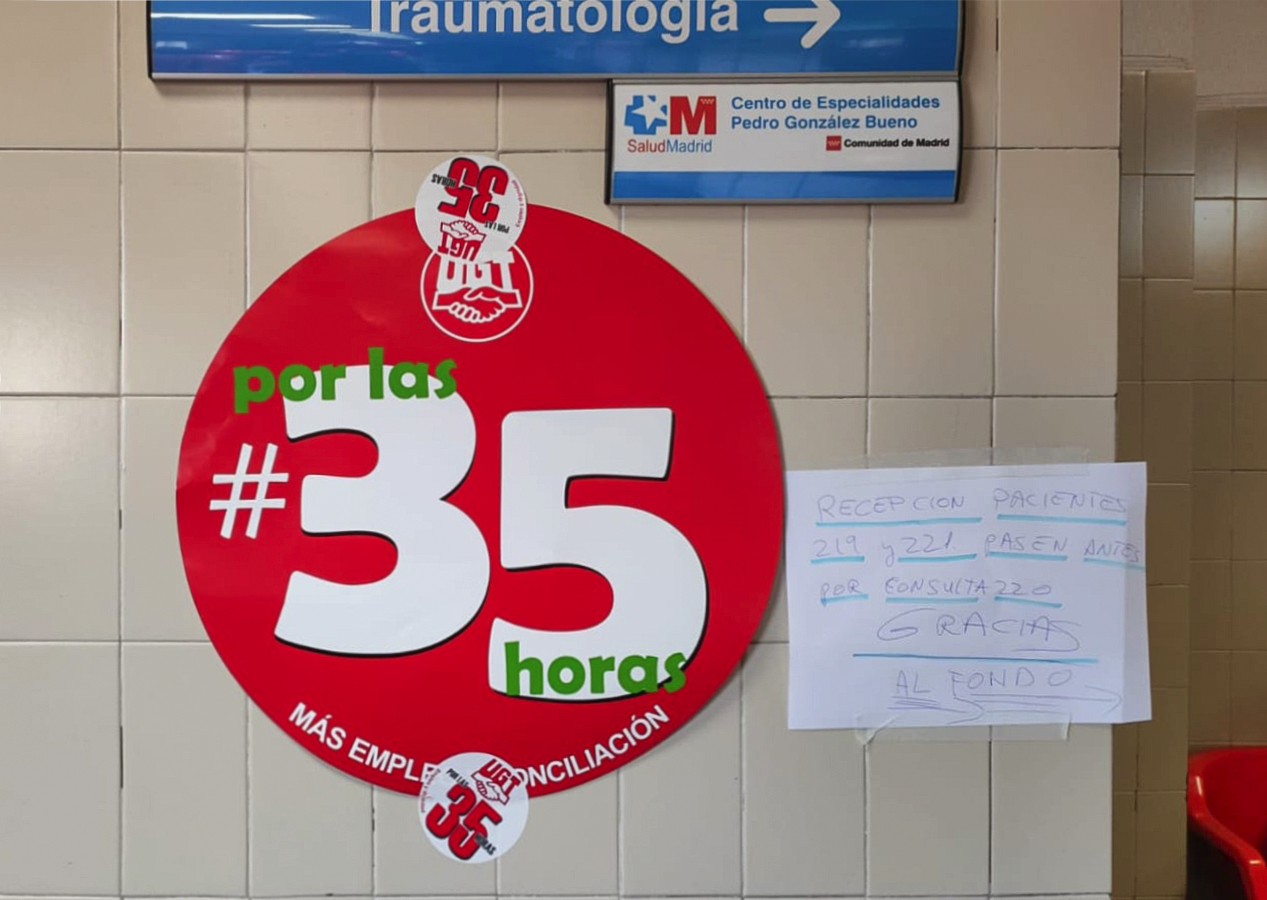
Cartel reivindicando la jornada laboral semanal de 35 horas semanales en un centro de salud de Madrid

Diversas encuestas realizadas en 2024 y 2025 mostraron que la amplia mayoría de los ciudadanos apoya la reducción de la jornada laboral.Por ejemplo, un barómetro de laSexta difundido en febrero de 2025 indicó que el 68,1 % de los españoles estaba a favor de la reducción, mientras que un 31,7 % se mostraba en contra. Otra encuesta realizada un año antes por el instituto 40dB. para El País y la Cadena SER reflejó que dos de cada tres españoles respaldaban la medida. El apoyo varía según la afiliación política y la edad. Entre los votantes de partidos progresistas como Sumar y el PSOE, el respaldo fue casi unánime, alcanzando el 100 % y el 99 % respectivamente. En cambio, entre los votantes del PP, el 58,9 % rechazaba la reducción, aunque más del 41 % la consideraba positiva. Entre los votantes de Vox, el 94 % se oponía a la medida y tan sólo el 6 % estaba a favor. Además, el apoyo era mayor entre los jóvenes, con un 72 % de la generación Z (18-26 años) y un 73 % de los mileniales (27-42 años) a favor de la reducción de la jornada laboral.

### Empresarios

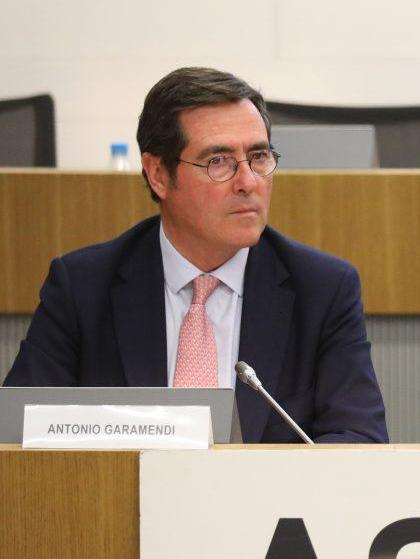
Antonio Garamendi, presidente de la Confederación Española de Organizaciones Empresariales (CEOE), una de las voces críticas a la reducción de la jornada

La Confederación Española de Organizaciones Empresariales (CEOE) y la Confederación Española de la Pequeña y Mediana Empresa (Cepyme), entre otras patronales, arremetieron duramente contra la reducción de la jornada laboral. A grandes rasgos las patronales consideran que la reducción de la jornada laboral debe venir modificando convenio colectivo a convenio colectivo (en España había más de 4500), pudiendo adaptarse mejor a las necesidades de cada sector y empresa. Rechazan por tanto que la reducción de la jornada venga dada por una reforma del Estatuto de los Trabajadores puesto que este afecta universalmente al conjunto de los españoles.
Las patronales advirtieron de consecuencias negativas en la estructura empresarial, los salarios, el empleo y el consumo. En un informe presentado en mayo de 2024, Exceltur advirtió de pérdidas de 2350 millones de euros únicamente en el sector turístico, uno de los más grandes de España, por lo que desaconsejaba reducir la jornada laboral a los 1,2 millones de trabajadores del sector que se beneficiarían.El coste vendría dado por la necesidad de contratar más personal para cubrir las horas que se dejarían de trabajar, algo que muchas empresas no podrían afrontar. La patronal de los hoteles Cehat consideró que la medida era «una intromisión directa» y «nociva». La patronal de los principales supermercados españoles, ASEDAS, con unas 340.000 personas empleadas, arremetió en mayo de 2025 contra la reducción de la jornada. Estimó en 630 millones de euros anuales el impacto económico que tendría la medida en empresas como Mercadona o Lidl. Destacó que la empresa Alimerka pactara con los sindicatos la jornada de 37,5 horas aún incluso sin haberse votado la Ley, desmarcándose de su patronal.
Cepyme elaboró de un informe donde advertía del impacto de la reducción debido a que las Pyme españolas se caracterizan por «su menor productividad, rentabilidad y sus inferiores recursos organizativos, así como a la menor presencia del convenio de empresa en este segmento».

### Partidos políticos
La implementación de la jornada laboral de 37,5 horas tiene principalmente 3 voces en contra en el plano político nacional: el PP, Vox y Junts. Al Bloque Nacionalista Galego (BNG) la medida le parecía insuficiente, si bien la apoya.

#### Partido Popular
El Partido Popular (PP) se opone a la reducción de la jornada laboral, argumentando que falta el aval de los empresarios para poder aplicarse y que venía por imposición del Estado. Alberto Núñez Feijóo, líder nacional del PP, comentó al respecto que la «mala decisión» de «imponer» la reducción de jornada solo persique que Yolanda Díaz «suba en las encuestas». En el Cerce d'Economia declaró: «Creo que al trabajador lo que más le preocupa en este momento es su salario, esa es su mayor preocupación [...] En Pymes y autónomos, aquellas que puedan reducir la jornada, pues que lleguen a un acuerdo con el convenio laboral», e indicó que de lo que él estaba a favor era de la flexibidad horaria, de poner un «banco de horas» para padres, de incrementar la productividad y disminuir el absentismo: «Estoy a favor de incrementar la productividad, que hemos bajado la productividad en España. Estoy a favor de disminuir el absentismo. Un millón de personas diariamente no van a trabajar. Más de 900 700 personas diariamente no van a trabajar. En el año 18 era la mitad, en alrededor de 500 000 personas. Hoy es el doble. Y yo creo que el principal problema de los trabajadores son sus salarios».
Sobre el eventual rechazo del PP a la reducción de jornada en el Congreso, Yolanda Díaz, ministra de Trabajo y Economía Social, indicó: «Imaginen ustedes qué hubiera pasado si hubiera caído la reforma laboral, que es lo que quería el Partido Popular. [...] El PP quería golpear al Gobierno de España, pero estaba golpeando al conjunto de los españoles [...] Hoy el PP tiene una gran duda, [...] si tumbar la reducción de la jornada laboral [...] o deberse al conjunto de los trabajadores de nuestro país, dirigirse también a las personas que le votan al PP, porque, saben ustedes, que esta es la medida que más espera el conjunto de los españoles, le voten a quien le voten. La pregunta es sencilla: ¿Va a maniobrar el señor Feijóo para tumbar la reducción de la jornada laboral? [...] ¿Quiere dañar a su país? Cuando hablo de política útil, hablo de esto. Esta norma sirve para cambiar la vida de la gente. Está en las manos de 137 diputados del PP».

#### Vox
Vox es uno de los partidos políticos que más se opone a la reducción de la jornada laboral. El sindicato Solidaridad, asociado a Vox, es uno de los pocos sindicatos españoles que no apoya la medida. Exige compensaciones para proteger el sistema productivo español, argumentando que, «los únicos que van a poder sobrevivir son las grandes multinacionales, los que están al servicio del globalismo». Pepa Millán (Vox) dijo en mayo de 2025 que la reducción de la jornada laboral «está muy alejada de la realidad de los españoles y de sus necesidades». En febrero argumentó que la medida era «del mundo happy flower de Yolanda Díaz».

#### Junts
Para Junts per Catalunya (JxC), partido nacionalista catalán, en palabras de su portavoz, la reducción se ha negociado «solo con el lobby sindical español» y afecta a la pequeña empresa y autónomos de Cataluña.
La portavoz de Junts en el Congreso de los Diputados, Miriam Nogueras, declaró el 7 de mayo que Cataluña no es «un pueblo de subvenciones» ni de «vagos» y que la iniciativa de reducción de la jornada laboral «nunca va a ver la luz si depende de Junts», puesto que ha sido negociada «sin contar con la opinión de los catalanes» y solo prestando atención a «la opinión de los sindicatos españoles, unos sindicatos liderados por personas afines a sus partidos», aunque en Cataluña los sindicatos mayoritarios también son CC. OO. y UGT como en el resto de España.
El lunes 12 de mayo, Carles Puigdemont, líder de Junts, declaró respecto al Gobierno: «Ya les hemos dicho que así no», que, según la formación, el Ejecutivo pretente imponer la medida «sin considerar el impacto que tendrá para el tejido productivo catalán, sin consenso y sin apelar al diálogo social», que «si queda tal y como está [...] sólo representaría más costes para las empresas y cero ganancias para los trabajadores en términos de poder adquisitivo [...] ¿Qué reforma es esta que a las empresas les cuesta más y que el trabajador no gana más dinero?».

## Historia

### Antecedentes

#### Las reducciones de 1976 y 1982
Con la Transición, en 1976, mediante la Ley 16/1976 de 8 de abril, de relaciones laborales la jornada semanal pasó de las 48 horas a las 44 horas.
A finales de diciembre de 1982 el primer gobierno de Felipe González (PSOE) aprobó una segunda reducción de la jornada laboral semanal. La Ley 4/1983, de 29 de junio, de fijación de la jornada máxima legal en cuarenta horas y de las vacaciones anuales mínimas en treinta días fijó que la jornada laboral debería ser de 40 horas semanales de media anual, es decir, 8 horas de trabajo 5 días a la semana. La reducción prohibía reducir los salarios a cuenta de la reducción de jornada: debían ser los mismos, lo que causó grandes quejas de la patronal, la Confederación Española de Organizaciones Empresariales (CEOE). El pleno del Tribunal Constitucional de 20 de diciembre de 1990 (BOE 10 de enero de 1991) sentenció la constitucionalidad de la ley.
Cuando el Gobierno de Felipe González anunció la reducción de la jornada, la patronal, especialmente la CEOE y el sector bancario, reaccionaron con fuerte oposición, alegando que trabajar menos debía implicar cobrar menos para evitar un aumento de costes. El tono empresarial fue especialmente duro, y José María Cuevas, secretario general de la CEOE, llegó a declarar la insumisión a la norma, generando conflictos judiciales y colectivos. Con argumentos similares al rechazo que encuentra la reducción de 2015, desde la CEOE decían que se vulneraba la negociación colectiva, que la medida costaría unos 180 millones de pesetas y se perderían miles de empleos. Sin embargo, los 1980 fueron una época de gran pujanza económica en España. Tras la implantación de la jornada laboral máxima de 40 horas semanales en 1984, el 58,3 % de las 2000 empresas encuestadas por el Ministerio de Economía y Hacienda experimentaron un aumento en la productividad por hora trabajada.

#### El camino hacia las 35 horas
La jornada laboral semanal se mantuvo intacta desde 1983, si bien hubo varias voces a favor de reducir la jornada hasta las 35 horas, especialmente durante los gobiernos de José María Aznar (1996-2004). A finales de los 1990 destacó el intento de Izquierda Unida (IU) de reducir la jornada, si bien no alcanzó los apoyos necesarios. Es una reclamación histórica de los sindicatos, aunque su apoyo fluctuaba por momentos.
España comenzó a quedarse atrás de algunos vecinos continentales en cuanto a duración de la jornada laboral, si bien la mayoría no establecen límites máximos a la jornada laboral por ley. En un país donde sí se limita por Ley, en Francia, la jornada laboral legal se estableció en 35 horas semanales a partir del año 2000, con el objetivo de reducir el desempleo al repartir el trabajo y mejorar la calidad vida y la remuneración de los trabajadores. En algunos países, existe el debate sobre la implantación de la semana laboral de cuatro días.

### Desarrollo político en los 2020

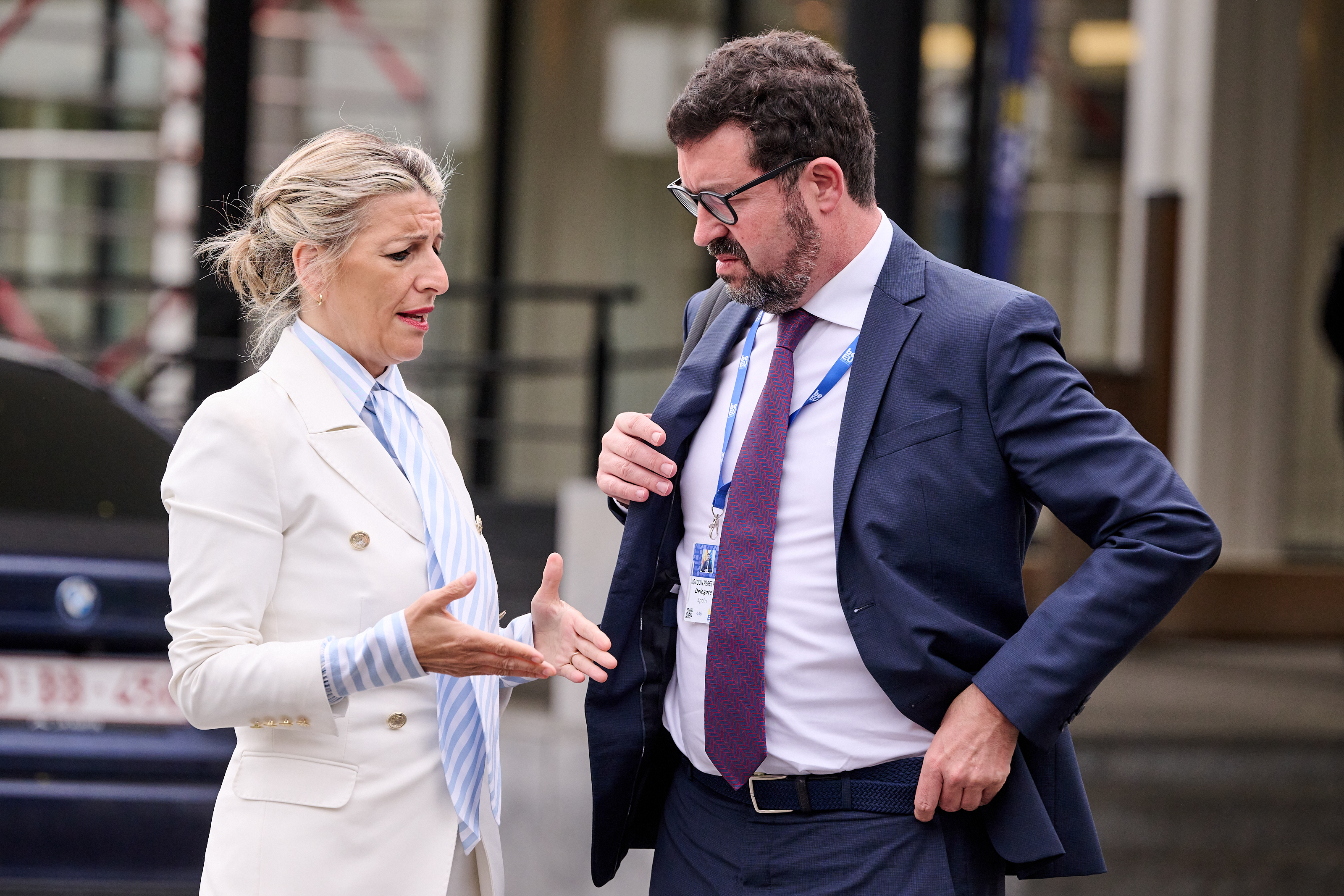
Yolanda Díaz, ministra de Trabajo, y Joaquín Pérez, secretario de Trabajo, en 2024

No sería hasta los 2020 cuando el Gobierno de España se propuso reducir la jornada laboral. Concretamente, esta defensa viene dada por el Ministerio de Trabajo del Tercer Gobierno de Pedro Sánchez, siendo ministra Yolanda Díaz (Sumar). Previamente, en 2022, el Segundo Gobierno Sánchez había logrado aprobar con una ajustada mayoría parlamentaria una reforma laboral que arremetió contra la temporalidad laboral en favor de contratos más duraderos. Con la constitución del Gobierno en noviembre de 2023 Sumar le exigió al PSOE reducir la jornada laboral desde las 40 horas semanales a las 37,5 horas, y así vino recogido en el pacto de gobierno.
La previsión inicial era aplicar una primera reducción hasta las 38,5 horas en 2024, y a 37,5 horas en 2025.Esta previsión no se pudo cumplir.En septiembre de 2024 el ministerio de Trabajo propuso aplicar el mismo gradiente de reducción pero un año más tarde (aprobar las 38,5 horas en 2024 y las 37,5 horas en 2026, lo que implicaría aplicarse a partir del 1 de enero de 2027). Los sindicatos se negaron. El ministerio abandonó la idea de reducir la jornada hasta las 38,5 horas como paso intermedio, yendo directo a las 37,5 horas. A finales de 2024, Yolanda Díaz se comprometió a que los asalariados españoles tuvieran el 1 de enero de 2026 una jornada de 37,5 horas semanales, diciendo que el 31 de diciembre de 2025 sería el último día que en España alguien tuviera 40 horas de jornada.
El 20 de diciembre de 2024 Yolanda Díaz firmó con Unai Sordo (Comisiones Obreras) y Pepe Álvarez (UGT) el Acuerdo social para la reducción de la jornada laboral, donde las dos partes (el Gobierno y los sindicatos mayoritarios) se comprometían a llevar a buen puerto la reducción de la jornada de trabajo. Por su parte, tanto la CEOE y CEPYME no participaron en el acuerdo al considerar que la jornada laboral máxima debe tratarse mediante los convenios colectivos de cada sector y empresa y no por imposición estatal. Habían, eso sí, participado en numerosas reuniones acerca de la cuestión.
Tras el acuerdo hubo un sonado enfrentamiento entre el ministro de Economía, Carlos Cuerpo, y la ministra de trabajo, Yolanda Díaz, acerca de cómo y cuando aplicar la reducción, si bien se solucionó.
En el primer semestre de 2025 Yolanda Díaz hizo, bajo el paraguas de Movimiento Sumar, una gira por varias ciudades españolas presentando la reducción de la jornada laboral.

#### Tramitación en 2025
El 4 de febrero de 2025, el Consejo de Ministros aprobó el anteproyecto de ley para reducir la jornada de 40 a 37,5 horas semanales, sin reducción salarial. En el Consejo de Ministros del 6 de mayo de 2025 el Gobierno aprobó el proyecto de reforma de ley y se lo envió al parlamento.El 16 de mayo de 2025 el Boletín Oficial de las Cortes Generales publicó el proyecto de Ley y permitió su consulta. 
El proyecto de Ley debe ser aprobado por el Congreso de los Diputados y publicarse, ya como Ley, en el Boletín Oficial del Estado (BOE) para su entrada en vigor.  
La tramitación parlamentaria es, durante la XV legislatura, un aspecto complicado para el Gobierno de España. El PSOE y su socio minoritario Sumar, tras los resultados de las elecciones de 2023 no cuentan con la mayoría parlamentaria en el Congreso de los Diputados, presentando la cámara un sesgo conservador. De un total de 350 diputados, 137 diputados del Partido Popular, 33 diputados de Vox y 7 diputados de Junts declararon votar en contra de la reforma del Estatuto de los Trabajadores, negándose a reducir la jornada laboral. El resto del parlamento declaró apoyar la medida.